# Little Nemo: The Dream Master
Little Nemo: The Dream Master (jap. パジャマヒーロー NEMO Pajama Hīrō Nīmō) – komputerowa gra platformowa wydana przez Capcom w 1990 roku na konsolę Nintendo Entertainment System. Oparta na filmie Przygody małego Nemo w krainie snów. Portal IGN umieścił ją na 68. miejscu na liście najlepszych gier przeznaczonych na tę konsolę.

## Fabuła
Akcja gry toczy się w Nowym Jorku w 1905 roku. W nocy nad miastem przelatuje wielki sterowiec, który podlatuje do okna Nemo. Budzi go posłaniec, który przybył z Slumberlandu. Okazuje się, że zostanie on zabrany do cudownej krainy snu, gdzie przeżyje niesamowite przygody i spotka się z księżniczką Camille. Nemo zgadza się bez wahania. Sterowiec odlatuje.

## Rozgrywka
Gracz kieruje postacią chłopca Nemo, którego zadaniem jest dotarcie do końca planszy. Do przejścia jest osiem snów, przy czym na początku każdego z nich gracz dostaje porady co do zaliczenia danego etapu. Żeby to zrobić, należy zdobyć wszystkie klucze znajdujące się na planszy.
Nemo może po ogłuszeniu niektórych zwierząt poruszających się na planszy wcielić się w nie, co pomaga w przejściu do następnego etapu. Przykładowo pokierowanie żabą umożliwia wyższe skoki i pływanie po wodzie, natomiast złapanie pszczoły pozwala na latanie, co umożliwia dostanie się na wyższe platformy. W czasie gry gracz zdobywa power-upy zwiększające liczbę szans oraz punktów życia.